# Stjernen (kongeskib)
 For alternative betydninger, se Stjernen (flertydig). (Se også artikler, som begynder med Stjernen)
Stjernen var norsk kongeskib fra 1899 til den tyske besættelse af Norge i 1940. Ved krigens slutning var det i så dårlig stand at det blev solgt. Nogle entusiaster fandt skibet igen i 1990'erne og restaurerede det. Det blev gensøsat i 2001. Kongen har brugt det ved enkelte officielle lejligheder.